# Stema Indoneziei

Garuda, vulturul emblemei Indeneziei.

Stema Indoneziei este alcătuită dintr-un vultur auriu, numit "Garuda", personaj din poemele epice antice indoneziene. Acesta este pictat de asemenea în multe temple din secolul VI.

## Simboluri
Vulturul este simbolul energiei creatoare. Principala sa culoare, auriul, sugerează măreția națiunii. Culoarea neagră reprezintă natura. Pe fiecare aripă sunt 17 pene, 8 pene pe coadă și 45 pe gât. Acestea reprezintă data proclamării independenței Indoneziei: 17 august 1945.
Deviza "Bhinneka Tunggal Ika" (în română "unitate în diversitate") este scris pe un banner ținut între ghearele vulturului. Această veche deviză javaneză a fost introdusă de Empu Tantular, un sfânt din Regatul Majapahit, în secolul XV. Acesta semnifică unitatea poporului indonezian în ciuda diversității etnice și culturale.
Scutul simbolizează autoapărarea în luptă sau auto-protejarea. Culorile roșu și alb din fundalul scutului reprezintă culorile steagului național indonezian. Cele cinci simboluri de pe scut reprezintă filozofia de stat, Pancsila, fundamentul statului indonezian.
Brâul care traversează centrul simbolizează Ecuatorul care străbate insulele Sumatra, Kalimantan, Sulawesi și Halmahera. Acest lucru amintește că Republica Indonezia este singura țară tropicală în care poporul a construit singur un stat liber și suveran.
Steaua aurie, pe fundalul negru din centrul scutului, reprezintă primul principiu al Pancasila, Credința în Dumnezeu. Lanțul reprezintă generațiile succesive de oameni. 
Zalele rotunde reprezintă femeile, iar cele pătrate, bărbații. Este simbolul celui de-al doilea principiu, Umanismul. 
"Beringin" sau "copacul banyan" simbolizează cel de-al treilea principiu, Unitatea Indoneziei. 
Capul "Banteng"-ului sau "taurului sălbatic" (bos Javanicus), care este negru pe fundal roșu, reprezintă cel de-al patrulea principiu, Democrație ghidată de înțelepciune în unanimitatea rezultată din deliberările reprezentanților. 
Al cincilea principiu, Justiție Socială pentru întreg poporul indonezian, este simbolizat de "orezăria aurie și albă și de urechile de bumbac". 